# Alina Pasz
Alina Iwaniwna Pasz (ukr. Аліна Іванівна Паш, wym. [ɐˈl⁽ʲ⁾inɐ iˈwɑn⁽ʲ⁾iu̯nɐ ˈpɑʃ], ur. 6 maja 1993 w Busztynie) – ukraińska piosenkarka i raperka.

## Życiorys
Urodziła się 6 maja 1993 roku we wsi Busztyno w obwodzie zakarpackim na Ukrainie, gdzie uczęszczała do Liceum Ogólnokształcącego i Szkoły Plastycznej. Lekcje śpiewu pobierała w Użhorodzie. W 2012 roku wzięła udział w przesłuchaniach do girls bandu Real O. Później współpracowała z zespołem Garjaczyj Czokolat, w chórkach zespołu SKAJ i wokalistce Irynie Biłyk. Była członkinią zespołu Delicious Ladies. W 2015 zajęła trzecie miejsce w szóstej edycji programu typu talent show X Factor. W 2017 roku ukończyła edukację w Kijowskiej Miejskiej Akademii Rozmaitości i Sztuk Cyrkowych.

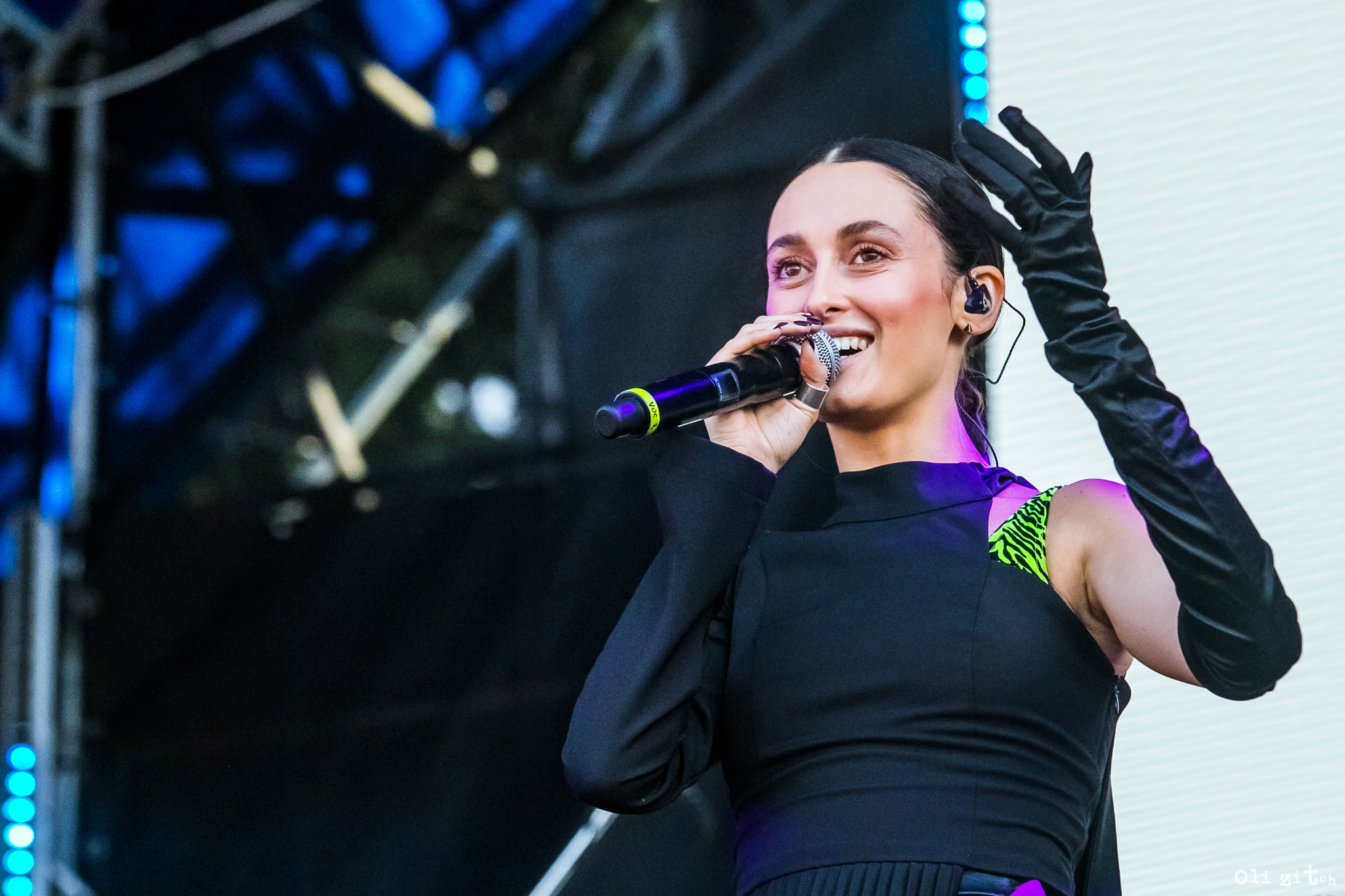
Pasz na festiwalu Atlas Weekend (2019)

15 kwietnia 2018 wydała teledysk do swojego debiutanckiego singla „Bitanga”. W tym samym roku została ambasadorką kolekcji ubrań projektantki Lilii Litkowskiej. 24 maja 2019 wydała swój debiutancki album pt. Pintea: Gory, który nagrała w etnicznym stylu. 14 czerwca tego samego roku wydała drugą część wydawnictwa pt. Pintea: Misto, który nagrała w stylu elektronicznym i hip-hopowym. Według piosenkarki pierwszą część albumu zadedykowała swojej rodzinnej karpackiej wsi, a drugą Kijowowi. W grudniu 2021 wydała minialbum pt. Norow, na którym umieściła etniczny materiał z elementami muzyki R&B. W styczniu 2022 otrzymała nagrodę Music Moves Europe, nagrodę Unii Europejskiej dla młodych artystów.
12 lutego 2022 roku zwyciężyła z utworem „Tini zabutych predkiw” w finale programu Widbir, stanowiącego ukraińskie eliminacje do 66. Konkursu Piosenki Eurowizji. Niedługo po programie została oskarżona przez ukraińskie media o wjazd na Krym z terytorium Rosji (co według zasad konkursu czyniłoby ją niezdolną do udziału w preselekcjach) oraz że wraz ze swoim zespołem sfałszowała dokumenty podróżne, aby wziąć udział w konkursie. Ukraiński nadawca publiczny i organizator preselekcji NSTU oświadczył następnie, że zwróci się do Państwowej Służby Granicznej Ukrainy o sprawdzenie, czy dokumentacja jest sfałszowana, a kontrakt z Pasz nie zostanie podpisany do momentu potwierdzenia ze strony tej instytucji, że wokalistka nie naruszyła zasad konkursu. 16 lutego ujawniono, że straż graniczna nie była w stanie dostarczyć artystce zaświadczenia na dowód prawowitego wjazdu na terytorium Krymu, a wkrótce później poinformowano, że nie będzie ona reprezentować Ukrainy na Eurowizji 2022.

## Poglądy społeczne i polityczne
Ukraińskie media oskarżyły Pasz o brak patriotyzmu, twierdząc, że miała zaplanowane występy w Rosji. Pasz mówi, że nigdy nie miała koncertu w Rosji, ale musiała tam podróżować w celach osobistych, zanim została osobą publiczną na Ukrainie. Pasz uczestniczy w edukacyjnej kampanii medialnej mającej na celu walkę ze stygmatyzacją i przemocą wobec osób LGBTQ. W swoich piosenkach mówi o różnych kwestiach społecznych, w tym m.in. o równości płci. Artystka wspiera przynależność Krymu do Ukrainy, oraz uważa Rosję za agresora.

## Dyskografia

### Albumy
- Pintea: Gory (2019)
- Pintea: Misto (2019)
- rozMowa (2021)

### Single
- „Bitanga” (2018)
- „Oinagori” (2018)
- „N.U.M. (Nobody Understands Me)” (2020)
- „Dziełaj kak ja” (2020)
- „Tini zabutych predkiw” (2022)

#### Teledyski
- „Bitanga” (2018)
- „Oinagori” (2018)
- „Padlo” (feat. Alyona Alyona) (2019)
- „Good Evening x Ego Gra” (2019)
- „Słuchaj” (2019)
- „Persza liedi” (feat. Pianoбой) (2019)
- „Bosorkania” (2019)
- „Pintea” (2019)
- „N.U.M. (Nobody Understands Me)” (2020)
- „Śriedi liesow, unyłych i zabroszennych” (2021)

## Nagrody i nominacje
| Rok  | Konkurs/Program            | Kategoria                                                       | Rezultat  | Źr.    |
| ---- | -------------------------- | --------------------------------------------------------------- | --------- | ------ |
| 2018 | Jäger Music Awards         | Singiel roku („Bitanga”)                                        | Nominacja | [ 16 ] |
| 2019 | Elle Style Award           | Piosenkarka roku                                                | Wygrana   | [ 17 ] |
| 2019 | Jäger Music Awards         | Hip-hopowy artysta roku                                         | Nominacja | [ 18 ] |
| 2022 | Nagroda Music Moves Europe | Nagroda Music Moves Europe                                      | Wygrana   | [ 7 ]  |
| 2022 | Widbir                     | Eliminacje Ukrainy do 66. Konkursu Piosenki Eurowizji w Turynie | Wygrana   | [ 8 ]  |